# Schloss Wulkersdorf

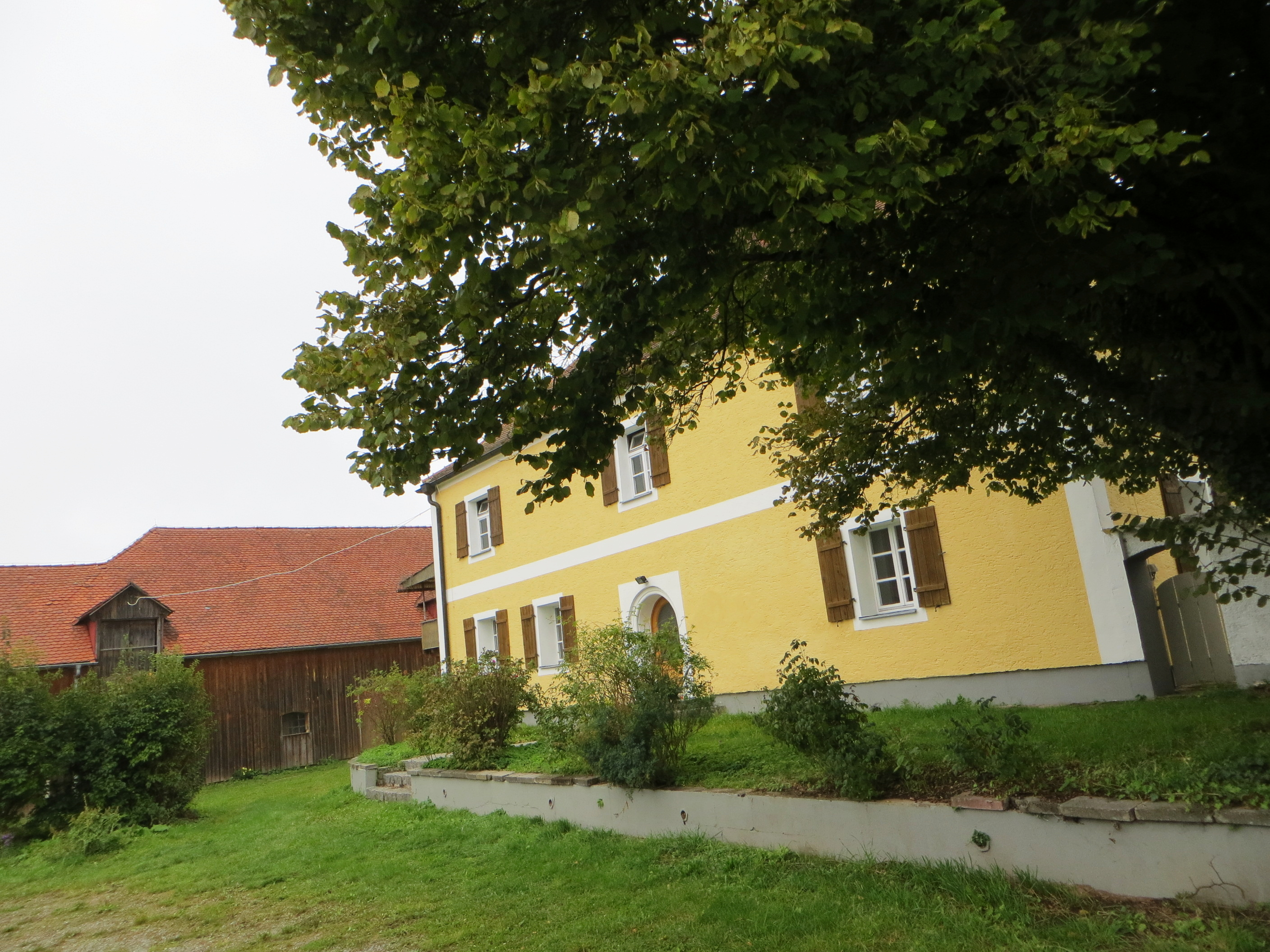
Schloss Wulkersdorf

Das denkmalgeschützte Schloss Wulkersdorf befindet sich in dem gleichnamigen Ortsteil der oberpfälzischen Gemeinde Bernhardswald im Landkreis Regensburg von Bayern (Asanger Straße 1).

## Geschichte
In der zweiten Hälfte des 13. Jahrhunderts war Wulkersdorf im Besitz des Geschlechts der Wolkersdorfer, welche Ministeriale des Hochstifts Bamberg waren. In einer Schiedsurkunde des Marktgerichts zu Nittenau erscheint am 15. Juni 1268 ein Zeuge namens Wernherus de Wulkchernsdorf. Nach dem Herzogsurbar von Bayern von ca. 1285 war diesem von einem Lutzmannus eine Hufe zu Wulkersdorf verpfändet. Wulkersdorf wird erst nach der Erhebung zu eines Landsasserei als Hofmark in der Landsassenmatrikel geführt. 
Nach dem Hausvertrag von Pavia vom 4. August 1329 erfolgt eine Landesteilung in eine bayerische und eine pfälzische Linie der Wittelsbacher. Zur „Oberen Pfalz“ gehörten Nittenau, Plitting, Pettenreuth und Wulkersdorf.
Um 1500 waren die Präckendorfer von Siegenstein im Besitz von Wulkersdorf. 1598 ist hier Georg von Präckendorf nachgewiesen und 1600 erscheinen seine Erben als Inhaber. Unter dem Georg von Prackendorf wurde aus dem Gut Wulkersdorf eine Landsasserei. Am 11. Januar 1620 wurden durch einen Vergleich der Sohn des Dinosinius von Präckendorf, Hans Thomas, und der Hans Ludwig von Eyb beide Landsassen auf Wulkersdorf. 1622 erwirbt Hans Poyßl von Loifling, der eine Tochter Präckendorfs geheiratet hatte, den Anteil der Präckendorfer und 1623 kaufte er auch den Anteil des Eyb und wird zum Alleinbesitzer. Da er Lutheraner war, musste Poyßl 1629 die Oberpfalz verlassen und ging nach Regensburg. Er bat, sein Landsassengut durch einen katholischen Verwalter betreuen zu lassen. Nach der Eroberung von Regensburg durch Bernhard von Sachsen-Weimar trat Poyßl in schwedische Kriegsdienste. Ihm wurde auch die Verwaltung des Amtes Wetterfeld übertragen. Nach dem Abzug der Schweden wurde er als Landesverräter angeklagt, musste jedoch aufgrund der Prager Beschlüsse von 1635 freigesprochen werden. 
Trotz der Dienste des Poyßl bei den Schweden war das Schloss Wulkersdorf von diesen 1634 zerstört worden. Hans Poyßl ließ es aber wieder aufbauen. 1644 wurde ihm die erneute Ausweisung angedroht; er begab sich deswegen auf das nahe gelegene Glapfenberg und verwaltete von dort aus Wulkersdorf. Nach ihm erscheint 1652 sein Sohn Hans Wilhelm als Inhaber von Wulkersdorf.  Durch Kauf kam es 1654 dann an seinen Schwiegersohn Christoph Jobst Bernhard von Satzenhofen. 1676 verkauft dieser Wulkersdorf an Karl Carocia, „saphoischer“ (= savoyischer) Hof- und Kammerrat. 1686 sind die Satzenhofer wieder im Besitz von Wulkersdorf. Hans Friedrich von Satzenhofen legt am 1. Juli 1686 die Landsassenpflicht ab. Von ihm erwirbt die Äbtissin des Stifts Niedermünster Maria Theresia von Muggenthal im August 1687 das Gut. Auf das Stift Niedermünster folgt Karl von Tunzl, der 1716 in den Landsassenmatrikeln als Besitzer eingetragen ist. 1736 war das Gut noch in den Händen seiner Witwe; deren Sohn Karl Georg Ernst verkaufte es im März 1750 an Valentin Franz von Emerich. Von diesem ging es an Johann Marquard Rudolf von Gropper, der 1754 als Landsasse eingetragen ist. Von den Gropperschen Eheleuten kam es dann zusammen mit dem Stanglhof (bei Burglengenfeld) an Johann Kaspar von Prunck, Offizier aus Sachsen, der am 29. Mai 1767 die Landsassenpflicht ablegte. Dann wanderten diese Besitzungen an Karl Albert Freiherr von Gugomos, der am 12. Mai 1773 die Landsassenpflicht ablegte und 1778 auch zu Bodenstein ansässig war. 
Am 11. Oktober 1796 veräußerte dieser Wulkersdorf an Johann Nepomuk von Reisen, Salzbeamter zu Amberg. Dieser ließ anstelle des alten Schlosses ein neues Schlösschen errichten. Von Reisen beantragte am 28. November 1814 die Errichtung eines Ortsgerichtes, was ihm 1815 durch König Maximilian I. Joseph genehmigt wurde. Für die Bildung eines Patrimonialgerichts II. Klasse wurde ihm am 10. Februar 1821 die Erlaubnis erteilt. Nach dem Tod des Johann Nepomuk von Reisen († 2. März 1835) verkauften seine Witwe und die weiteren Erben den Besitz an  Alexander Freiherr von Mauchenheim, genannt Bechtoldsheim. Dieser bot dem Staat die Ablöse der Gerichtsbarkeit gegen eine Entschädigung an. Im Zuge der allgemeinen Auflösung der Patrimonialgerichtsbarkeit 1848 wurde ihm dies auch genehmigt. Seit 1839 ist Wulkersdorf eine eigenständige Gemeinde, die dem Landgericht Nittenau unterstellt ist.
Carl Wilderich von Walderdorff zu Hauzenstein kauft 1852 das Gut Wulkersdorf. Es bleibt im Besitz der Grafen von Hauzenstein bis 1923, dann übergibt es Franz Graf von Walderdorff an seine Tochter Gräfin Sophie von Preysing. Auch das benachbarte Schlossgut von Bodenstein, der Hönighof und ausgedehnte Waldungen gehören damals zu den gräflichen Besitzungen. 1930 wird der gräfliche Besitz zerschlagen. Das Wulkersdorfer Gut wird verkauft und ist seither in Privatbesitz. 
Die Gemeinden Wulkersdorf und Plitting werden nach dem Zweiten Weltkrieg aufgelöst und am 1. August 1945 in die Gemeinde Hauzendorf im Landkreis Regensburg eingegliedert. Die nördlichen Gemeindeteile verbleiben im Landkreis Roding und werden zum 1. Oktober 1945 der Marktgemeinde Nittenau zugeteilt. Durch Regierungsentschließung vom 21. März 1951 wird Wulkersdorf wieder eine selbständige Gemeinde mit den Gemeindeteilen Darmersdorf, Goppeltshof, Manghof, Plitting, Oberbraunstuben und Unterbraunstuben. Die Gemeinde bleibt beim Landkreis Regensburg. Die Gemeinde Wulkersdorf wird nach einem Intermezzo (Eingliederung in den Landkreis Schwandorf  am 1. Juli 1972) zum 31.  Dezember 1973 aufgelöst und in die Großgemeinde Bernhardswald eingegliedert.

## Schloss Wulkerdorf heute
Das ehemalige Schloss ist ein zweigeschossiger Walmdachbau aus dem Ende des 18. Jahrhunderts. Im Kern ist das Gebäude aber älter, an der Südseite befindet sich ein Rundbogenportal, wohl aus dem 16. Jahrhundert. Zu dem Ensemble gehört ein Stallgebäude mit winkelförmigem Grundriss und mit einem Halbwalm- bzw. Walmdach gedeckt; dieses stammt aus dem 18. Jahrhundert. 